# Belaja Gora
Belaja Gora (in lingua russa Белая Гора, in sacha Үрүҥ хайа) è un insediamento di tipo urbano di 2 081 abitanti situato nella Sacha-Jacuzia, in Russia. Istituito nel 1974 ed è il centro amministrativo del Abyjskij ulus. Si trova sulla riva destra dell'Indigirka, circa 20 km a valle della confluenza dell'affluente di sinistra Ujandina. Dista circa 1050 km dalla capitale Jakutsk (in direzione nord-est). La località è una delle più fredde al mondo, è un cosiddetto polo del freddo: sono state raggiunte temperature di -65 °C. Belaja Gora non è collegata alle strade principali ma vanta un aeroporto con regolari voli verso la capitale (codice ICAO UESG).
Il nome russo e quello sacha significano ambedue "montagna bianca".